# Ortogonalni polinomi
Ortogonálni polinómi v matematiki pomenijo neskončno zaporedje realnih ortogonalnih polinomov samo ene spremenljivke {\displaystyle p_{0},\ p_{1},\ p_{2},\ \ldots \,}. Pri tem ima vsak {\displaystyle p_{n}\,} stopnjo {\displaystyle n\,}. Vsaka dva polinoma v zaporedju sta si med seboj ortogonalna v svoji različici L2 notranjega produkta.
Z ortogonalnimi polinomi so se pričeli ukvarjati že v 19. stoletju. Med znanstveniki, ki so jih proučevali, so bili ruski matematik in mehanik Pafnuti Lvovič Čebišov (1821–1894) in ruski matematik Andrej Andrejevič Markov starejši (1856–1922), ter nizozemski matematik Thomas Joannes Stieltjes (1856–1894). V 20. stoletju so se največ ukvarjali z ortogonalnimi polinomi madžarsko-britanski matematik Arthur Erdélyi (1908–1977), madžarski matematik Gábor Szegő (1895–1985), ter ameriški matematik Richard Allen Askey (rojen 1933).

## Definicija
Najugodneje je, da se za definicijo ortogonalnih polinomov uporabi oznako za notranji produkt za katerega velja, da je za dva ortogonalna polinoma enak nič:
{\displaystyle \langle p,q\rangle =0\!\,,}
kjer sta:
- {\displaystyle p(x),q(x)\,} ortogonalna polinoma.

Zaporedje ortogonalnih polinomov je zaporedje:
{\displaystyle p_{0},\ p_{1},\ p_{2},\ \ldots \!\,.}
Pri tem imajo {\displaystyle p_{n}\,} stopnjo {\displaystyle n\,} in vsi različni členi zaporedja so ortogonalni drug na drugega. Značilnosti polinomov so odvisne od značilnosti operatorja  {\displaystyle \langle \cdot ,\cdot \rangle \,}.

## Diferencialne enačbe, ki vodijo do ortogonalnih polinomov
Pomembni razred ortogonalnih polinomov izhaja iz diferencialne enačbe z obliko:
{\displaystyle Q(x)\,f''+L(x)\,f'+\lambda f=0\!\,,}
kjer je:
- {\displaystyle Q(x)\,} največ kvadratni polinom
- {\displaystyle L(x)\,} linearni polinom
- {\displaystyle f\,} funkcija, ki jo je potrebno najti
- {\displaystyle \lambda \,} konstanta, ki jo je potrebno najti.

Enačba pripada Sturm-Liouvilleovemu tipu enačb. Te vrste enačb imajo singularnosti v svojih rešitvah za {\displaystyle f\,}, nimajo jih pa za določene vrednosti konstante {\displaystyle \lambda \,}. Obstaja vrsta števil {\displaystyle \lambda _{0},\lambda _{1}\lambda _{2}\cdots \,}, ki vodijo do vrste rešitev s polinomi {\displaystyle P_{0},P_{1},P_{2}\cdots \,}, če velja ena izmed naslednjih trditev: 
1. {\displaystyle Q\,} je resnični kvadratni polinom, {\displaystyle L\,} pa linearni, potem ima {\displaystyle Q\,} dva različna realna korena
2. {\displaystyle Q\,} ni resnični kvadratni polinom , koren polinoma {\displaystyle L\,} leži točno med korenoma polinoma {\displaystyle Q\,} in vodeči člen polinomov {\displaystyle L\,} in {\displaystyle Q\,} ima isti predznak.
3. {\displaystyle Q\,} je neničelna konstanta, {\displaystyle L\,} je linearni polinom in vodeči člen polinoma {\displaystyle L\,} ima nasprotni predznak kot polinom {\displaystyle Q\,}.

### Klasična definicija
Naj bo {\displaystyle [x_{1},x_{2}]\,} interval na realni premici, tako da velja {\displaystyle x_{1}=-\infty \,} in {\displaystyle x_{2}=\infty \,}, kar se imenuje interval ortogonalnosti. Naj bo pozitivna funkcija znotraj intervala:
{\displaystyle w:[x_{1},x_{2}]\to \mathbb {R} \!\,.}
{\displaystyle w\,} mora zadoščati zahtevi, da mora biti za polinom {\displaystyle f\,} integral:
{\displaystyle \int _{x_{1}}^{x_{2}}f(x)w(x)\,\mathrm {d} x\!\,}
končen. Funkcija {\displaystyle w\,} se imenuje utežna funkcija.
Za dani vrednosti {\displaystyle x_{1},x_{2}\,} in {\displaystyle w\,} se lahko za dana polinoma {\displaystyle f\,} in {\displaystyle g\,} definira:
{\displaystyle \langle f,g\rangle =\int _{x_{1}}^{x_{2}}f(x)g(x)w(x)\,\mathrm {d} x\!\,.}
Ta operacija je notranji produkt nad vektorskim prostorom. S tem je določena ortogonalnost dveh polinomov. Torej sta dva polinoma ortogonalna, če je njun notranji (skalarni) produkt enak nič.

## Standardizacija
Izbrani notranji produkt določa normo polinoma na običajen način:
{\displaystyle \|f\|=\langle f,f\rangle ^{1/2}\!\,.}
Ko se pripravlja ortogonalno bazo, se poskuša pripraviti ortonormalno bazo v kateri bodo vsi bazni elementi imeli normo enako 1. Za polinome to pogosto pomeni preproste kvadratne korene koeficientov. Namesto tega se polinome skalira tako, da so koeficienti enostavnejši. To se imenuje standardizacija. Klasične polinome se pogosto standardizira s tem, da se postavi vodeče koeficiente na neko vrednost ali pa se postavi določeno vrednost. Standardizacija na ta način je samo dogovor, nima pa matematičnega pomena. Standardizacija vključuje tudi skaliranje utežne funkcije.
Kvadrat norme polinoma {\displaystyle p_{n}\,} se označi s {\displaystyle h_{n}\,}:
{\displaystyle h_{n}=\langle p_{n},p_{n}\rangle \!\,.}
Vrednosti za {\displaystyle h_{n}\,} so za klasične polinome standardizirane (glej tabelo spodaj). To se lahko zapiše tudi kot:
{\displaystyle \langle p_{m},p_{n}\rangle =\delta _{mn}{\sqrt {h_{m}h_{n}}}\!\,,}
kjer je:
- {\displaystyle \delta _{mn}\,} Kroneckerjeva delta.

## Rekurzivna zveza
Vsako zaporedje ortogonalnih polinomov ima svoj rekurzivni obrazec v obliki:
{\displaystyle p_{n+1}=(a_{n}x+b_{n})p_{n}-c_{n}p_{n-1}\!\,.}
Koeficienti {\displaystyle a\,}, {\displaystyle b\,} in {\displaystyle c\,} so odvisni od {\displaystyle n\,}.
Vrednosti {\displaystyle a_{n}\,}, {\displaystyle b_{n}\,} in {\displaystyle c_{n}\,} se lahko neposredno določi. Naj bodo {\displaystyle k_{j}\,} in {\displaystyle k_{j}'\,} prvi in drugi koeficient polinoma {\displaystyle p_{j}\,}:
{\displaystyle p_{j}(x)=k_{j}x^{j}+k_{j}'x^{j-1}+\cdots \!\,}
in naj bo {\displaystyle h_{j}\,} notranji produkt polinoma {\displaystyle p_{j}\,} samega s seboj:
{\displaystyle h_{j}\ =\ \langle p_{j},\ p_{j}\rangle \!\,.}
Iz tega se dobi:
{\displaystyle a_{n}={\frac {k_{n+1}}{k_{n}}},\qquad b_{n}=a_{n}\left({\frac {k_{n+1}'}{k_{n+1}}}-{\frac {k_{n}'}{k_{n}}}\right),\qquad c_{n}=a_{n}\left({\frac {k_{n-1}h_{n}}{k_{n}h_{n-1}}}\right)\!\,.}

## Rodriquesov obrazec
Posamezni členi {\displaystyle P_{n}(x)\,} so sorazmerni z {\displaystyle {\frac {1}{w(x)}}\ {\frac {\mathrm {d} ^{n}}{\mathrm {d} x^{n}}}\left(w(x)[Q(x)]^{n}\right)\,}. Ta obrazec se imenuje Rodriguesov obrazec. Imenuje se po francoskem bankirju, matematiku in družbenem prenovitelju Benjaminu Olindeju Rodriguesu (1795 – 185).
Pogosto se ga piše v obliki:
{\displaystyle P_{n}(x)={\frac {1}{{e_{n}}W(x)}}\ {\frac {\mathrm {d} ^{n}}{\mathrm {d} x^{n}}}\left(W(x)[Q(x)]^{n}\right)\!\,,}
kjer je:
- {\displaystyle e_{n}\,} odvisen od standardizacije.

## Številaλn
Iz vsega sledi, da je:
{\displaystyle \lambda _{n}=-n\left({\frac {n-1}{2}}Q''+L'\right)\!\,.}
Ker pa sta {\displaystyle Q\,} kvadratni in {\displaystyle L\,} linearna polinoma sta, {\displaystyle Q''\,} in {\displaystyle L'\,} konstanti (glej preglednico spodaj). 

## Klasični ortogonalni polinomi
Med klasične ortogonalne polinome spadajo:
- Jacobijevi polinomi
  - Gegenbauerjevi polinomi
  - Legendrovi polinomi
  - polinomi Čebišova (dva tipa)
- Laquerrovi polinomi
  - posplošeni Laquerrovi polinomi
- Hermitovi polinomi

Ortogonalni polinomi so rešitve diferencialne enačbe, ki ima obliko:
{\displaystyle Q(x)\,f''+L(x)\,f'+\lambda f=0\!\,.}

### Jacobijevi polinomi
Jacobijevi polinomi so rešitve Jacobijeve enačbe:
{\displaystyle (1-x^{2})\,y''+(\beta -\alpha -[\alpha +\beta +2]\,x)\,y'+{\lambda }\,y=0,\qquad (\lambda =n(n+1+\alpha +\beta ))\!\,.}
Polinomi, ki so jim podobni, imajo interval ortogonalnosti premaknjen in skaliran tako, da interval še vedno obsega {\displaystyle [-1,1]\,} in je potrebno določiti dva parametra (glej tudi Gegenbauerjevi polinomi). 

### Legendrovi polinomi
Legendrovi polinomi so rešitev diferencialne enačbe:
{\displaystyle (1-x^{2})\,y''-2x\,y'+{\lambda }\,y=0,\qquad (\lambda =n(n+1))\!\,.}
Enačba se imenuje Legendrova enačba.
Druga oblika diferencialne enačbe je:
{\displaystyle ([1-x^{2}]\,y')'+\lambda \,y=0\!\,.}
Rekurzivni obrazec za Legendrove polinome je:
{\displaystyle (n+1)\,P_{n+1}(x)=(2n+1)x\,P_{n}(x)-n\,P_{n-1}(x)\!\,.}
Najenostavnejši ortogonalni polinomi so Legendrovi polinomi. Njihov interval ortogonalnosti je [-1, 1], utežna funkcija pa je kar 1. 
Nekaj prvih Legendrovih polinomov je:
{\displaystyle P_{0}(x)=1\!\,,}
{\displaystyle P_{1}(x)=x\!\,,}
{\displaystyle P_{2}(x)={\frac {3x^{2}-1}{2}}\!\,,/math>:<math>P_{3}(x)={\frac {5x^{3}-3x}{2}}\!\,,}
{\displaystyle P_{4}(x)={\frac {35x^{4}-30x^{2}+3}{8}}\!\,,}
{\displaystyle \vdots }.
Polinomi so ortogonalni v intervalu [-1, 1], če je le {\displaystyle m\neq n\,}, saj velja:
{\displaystyle \int _{-1}^{1}P_{m}(x)P_{n}(x)\,\mathrm {d} x=0\!\,.}
Legendrovi polinomi so standardizirani tako, da je {\displaystyle P_{n}(1)=1\!\,} za vse {\displaystyle n\,}.

### Posplošeni Legendrovi polinomi
Posplošene Legendrove polinome se označi z:
{\displaystyle P_{\ell }^{(m)}(x)\!\,,}
kjer je:
- {\displaystyle l\,} celo število
- {\displaystyle m\,} celo število tako, da je {\displaystyle 0\leq m\leq l\,}.

Polinomi so definirani kot:
{\displaystyle P_{\ell }^{(m)}(x)=(-1)^{m}\,(1-x^{2})^{m/2}\ P_{\ell }^{[m]}(x)\!\,.}
Opomba: parameter {\displaystyle m\,} je zapisan v oklepaju, da ne izgleda kot potenca. 
Rekurzivni obrazec za določanje teh polinomov je:
{\displaystyle (\ell +1-m)\,P_{\ell +1}^{(m)}(x)=(2\ell +1)x\,P_{\ell }^{(m)}(x)-(\ell +m)\,P_{\ell -1}^{(m)}(x)\!\,.}
Za stalni {\displaystyle m\,} je zaporedje {\displaystyle P_{m}^{(m)},P_{m+1}^{(m)},P_{m+2}^{(m)},\dots } ortogonalno v intervalu {\displaystyle [-1,1]\,} z utežno funkcijo enako 1.
Za dani {\displaystyle m\,} so polinomi rešitev diferencialne enačbe:
{\displaystyle (1-x^{2})\,y''-2xy'+\left[\lambda -{\frac {m^{2}}{1-x^{2}}}\right]\,y=0,\qquad (\lambda =\ell (\ell +1))\!\,.}.

### Gegenbauerjevi polinomi
Kadar je ena skupina parametrov {\displaystyle \alpha \,} in {\displaystyle \beta \,} med seboj enaka, se dobi Gegenbauerjeve polinome. Zapiše se jih kot {\displaystyle C_{n}^{(\alpha )}}. Definirani pa so kot:
{\displaystyle C_{n}^{(\alpha )}(x)={\frac {\Gamma (2\alpha \!+\!n)\,\Gamma (\alpha \!+\!1/2)}{\Gamma (2\alpha )\,\Gamma (\alpha \!+\!n\!+\!1/2)}}\!\ P_{n}^{(\alpha -1/2,\alpha -1/2)}\!\,.}
Pri tem je {\displaystyle Q(x)=1-x^{2}\,} in {\displaystyle L(x)=-(2\alpha +1)\,x\,}. Mora pa biti {\displaystyle \alpha \,} večji od -1/2. 

### Polinomi Čebišova
Diferencialna enačba, katere rešitve so polinomi Čebišova, je:
{\displaystyle (1-x^{2})\,y''-x\,y'+{\lambda }\,y=0,\qquad (\lambda =n^{2})\!\,.}
Imenuje se enačba Čebišova. 
Rekurzivni obrazec za polinome Čebišova je:
{\displaystyle T_{n+1}(x)=2x\,T_{n}(x)-T_{n-1}(x)\!\,.}
Rodriquesov obrazec je:
{\displaystyle T_{n}(x)={\frac {\Gamma (1/2){\sqrt {1-x^{2}}}}{(-2)^{n}\,\Gamma (n+1/2)}}\ {\frac {\mathrm {d} ^{n}}{\mathrm {d} x^{n}}}\left([1-x^{2}]^{n-1/2}\right)\!\,.}
Znani so tudi polinomi Čebišova druge vrste, ki se jih označuje z {\displaystyle U_{n}\,}.

### Laquerrovi polinomi
Najsplošnejši Laquerrovi polinomi se imenujejo posplošeni Laquerrovi polinomi in se jih označuje z {\displaystyle L_{n}^{(\alpha )}}. Parameter {\displaystyle \alpha } mora biti večji od -1.
Diferencialna enačba, s katero so določeni Laquerrovi polinomi, je:
{\displaystyle x\,y''+(\alpha +1-x)\,y'+{\lambda }\,y=0,\qquad (\lambda =n)\!\,.}
Druga oblika diferencialne enačbe pa je:
{\displaystyle (x^{\alpha +1}\,e^{-x}\,y')'+{\lambda }\,x^{\alpha }\,e^{-x}\,y=0\!\,.}
Rekurzivni obrazec je:
{\displaystyle (n+1)\,L_{n+1}^{(\alpha )}(x)=(2n+1+\alpha -x)\,L_{n}^{(\alpha )}(x)-(n+\alpha )\,L_{n-1}^{(\alpha )}(x)\!\,.}
Rodriquesov obrazec je:
{\displaystyle L_{n}^{(\alpha )}(x)={\frac {x^{-\alpha }e^{x}}{n!}}\ {\frac {\mathrm {d} ^{n}}{\mathrm {d} x^{n}}}\left(x^{n+\alpha }\,e^{-x}\right)\!\,.}

### Hermitovi polinomi
Diferencialna enačba, ki določa Hermitove polinome, je:
{\displaystyle y''-2xy'+{\lambda }\,y=0,\qquad (\lambda =2n)\!\,.}
Imenuje se Hermitova enačba.
Druga oblika diferencialne enačbe je:
{\displaystyle (e^{-x^{2}}\,y')'+e^{-x^{2}}\,\lambda \,y=0\!\,.}
Znana je še tretja oblika:
{\displaystyle (e^{-x^{2}/2}\,y)''+({\lambda }+1-x^{2})(e^{-x^{2}/2}\,y)=0\!\,.}
Rekurzivni obrazec je:
{\displaystyle H_{n+1}(x)=2x\,H_{n}(x)-2n\,H_{n-1}(x)\!\,.}
Rodriquesov obrazec je:
{\displaystyle H_{n}(x)=(-1)^{n}\,e^{x^{2}}\ {\frac {\mathrm {d} ^{n}}{\mathrm {d} x^{n}}}\left(e^{-x^{2}}\right)\!\,.}
Nekaj prvih Hermitovih polinomov je:
{\displaystyle H_{0}(x)=1\!\,,}
{\displaystyle H_{1}(x)=2x\!\,,}
{\displaystyle H_{2}(x)=4x^{2}-2\!\,,}
{\displaystyle H_{3}(x)=8x^{3}-12x\!\,,}
{\displaystyle H_{4}(x)=16x^{4}-48x^{2}+12\!\,.}

## Tabela klasičnih ortogonalnih polinomov
| ime in oznaka                                                     | polinomi Čebišova, {\displaystyle \ T_{n}}                                             | polinomi Čebišova (druge vrste), {\displaystyle \ U_{n}}                     | Legendrovi polinomi, {\displaystyle \ P_{n}}       | Hermitovi polinomi, {\displaystyle \ H_{n}} |
| ----------------------------------------------------------------- | -------------------------------------------------------------------------------------- | ---------------------------------------------------------------------------- | -------------------------------------------------- | ------------------------------------------- |
| meje ortogonalnosti                                               | {\displaystyle -1,1\,}                                                                 | {\displaystyle -1,1\,}                                                       | {\displaystyle -1,1\,}                             | {\displaystyle -\infty ,\infty }            |
| utežna funkcija {\displaystyle w(x)\,}                            | {\displaystyle (1-x^{2})^{-1/2}\,}                                                     | {\displaystyle (1-x^{2})^{1/2}\,}                                            | {\displaystyle 1\,}                                | {\displaystyle e^{-x^{2}}}                  |
| standardizacija                                                   | {\displaystyle T_{n}(1)=1\,}                                                           | {\displaystyle U_{n}(1)=n+1\,}                                               | {\displaystyle P_{n}(1)=1\,}                       | Vodeči člen = {\displaystyle 2^{n}\,}       |
| kvadrat norme {\displaystyle h_{n}\,}                             | {\displaystyle \left\{{\begin{matrix}\pi &:~n=0\\\pi /2&:~n\neq 0\end{matrix}}\right.} | {\displaystyle \pi /2\,}                                                     | {\displaystyle {\frac {2}{2n+1}}}                  | {\displaystyle 2^{n}\,n!\,{\sqrt {\pi }}}   |
| vodeči člen {\displaystyle k_{n}\,}                               | {\displaystyle 2^{n-1}\,}                                                              | {\displaystyle 2^{n}\,}                                                      | {\displaystyle {\frac {(2n)!}{2^{n}\,(n!)^{2}}}\,} | {\displaystyle 2^{n}\,}                     |
| drugi člen {\displaystyle k'_{n}\,}                               | {\displaystyle 0\,}                                                                    | {\displaystyle 0\,}                                                          | {\displaystyle 0\,}                                | {\displaystyle 0\,}                         |
| {\displaystyle Q\,}                                               | {\displaystyle 1-x^{2}\,}                                                              | {\displaystyle 1-x^{2}\,}                                                    | {\displaystyle 1-x^{2}\,}                          | {\displaystyle 1\,}                         |
| {\displaystyle L\,}                                               | {\displaystyle -x\,}                                                                   | {\displaystyle -3x\,}                                                        | {\displaystyle -2x\,}                              | {\displaystyle -2x\,}                       |
| {\displaystyle R(x)=e^{\int {\frac {L(x)}{Q(x)}}\,\mathrm {d} x}} | {\displaystyle (1-x^{2})^{1/2}\,}                                                      | {\displaystyle (1-x^{2})^{3/2}\,}                                            | {\displaystyle 1-x^{2}\,}                          | {\displaystyle e^{-x^{2}}\,}                |
| konstanta v diferencialni enačbi {\displaystyle {\lambda }_{n}\,} | {\displaystyle n^{2}\,}                                                                | {\displaystyle n(n+2)\,}                                                     | {\displaystyle n(n+1)\,}                           | {\displaystyle 2n\,}                        |
| konstanta v Rodriguesovem obrazcu {\displaystyle e_{n}\,}         | {\displaystyle (-2)^{n}\,{\frac {\Gamma (n+1/2)}{\sqrt {\pi }}}\,}                     | {\displaystyle 2(-2)^{n}\,{\frac {\Gamma (n+3/2)}{(n+1)\,{\sqrt {\pi }}}}\,} | {\displaystyle (-2)^{n}\,n!\,}                     | {\displaystyle (-1)^{n}\,}                  |
| rekurzivni odnos {\displaystyle a_{n}\,}                          | {\displaystyle 2\,}                                                                    | {\displaystyle 2\,}                                                          | {\displaystyle {\frac {2n+1}{n+1}}\,}              | {\displaystyle 2\,}                         |
| rekurzivni odnos {\displaystyle b_{n}\,}                          | {\displaystyle 0\,}                                                                    | {\displaystyle 0\,}                                                          | {\displaystyle 0\,}                                | {\displaystyle 0\,}                         |
| rekurzivni odnos {\displaystyle c_{n}\,}                          | {\displaystyle 1\,}                                                                    | {\displaystyle 1\,}                                                          | {\displaystyle {\frac {n}{n+1}}\,}                 | {\displaystyle 2n\,}                        |

| ime in oznaka                                                     | posplošeni Laquerrovi polinomi, {\displaystyle L_{n}^{(\alpha )}} | Laguerrovi polinomi, {\displaystyle \ L_{n}}           |
| ----------------------------------------------------------------- | ----------------------------------------------------------------- | ------------------------------------------------------ |
| meje ortogonalnosti                                               | {\displaystyle 0,\infty \,}                                       | {\displaystyle 0,\infty \,}                            |
| utežna funkcija {\displaystyle w(x)\,}                            | {\displaystyle x^{\alpha }e^{-x}\,}                               | {\displaystyle e^{-x}\,}                               |
| standardizacija                                                   | vodeči člen = {\displaystyle {\frac {(-1)^{n}}{n!}}\,}            | vodeči člen = {\displaystyle {\frac {(-1)^{n}}{n!}}\,} |
| kvadrat norme {\displaystyle h_{n}\,}                             | {\displaystyle {\frac {\Gamma (n+\alpha +1)}{n!}}\,}              | {\displaystyle 1\,}                                    |
| vodeči člen {\displaystyle k_{n}\,}                               | {\displaystyle {\frac {(-1)^{n}}{n!}}\,}                          | {\displaystyle {\frac {(-1)^{n}}{n!}}\,}               |
| drugi člen {\displaystyle k'_{n}\,}                               | {\displaystyle {\frac {(-1)^{n+1}(n+\alpha )}{(n-1)!}}\,}         | {\displaystyle {\frac {(-1)^{n+1}n}{(n-1)!}}\,}        |
| {\displaystyle Q\,}                                               | {\displaystyle x\,}                                               | {\displaystyle x\,}                                    |
| {\displaystyle L\,}                                               | {\displaystyle \alpha +1-x\,}                                     | {\displaystyle 1-x\,}                                  |
| {\displaystyle R(x)=e^{\int {\frac {L(x)}{Q(x)}}\,\mathrm {d} x}} | {\displaystyle x^{\alpha +1}\,e^{-x}\,}                           | {\displaystyle x\,e^{-x}\,}                            |
| konstanta v diferencialni enačbi {\displaystyle {\lambda }_{n}\,} | {\displaystyle n\,}                                               | {\displaystyle n\,}                                    |
| konstanta v Rodriguesovemu obrazcu {\displaystyle e_{n}\,}        | {\displaystyle n!\,}                                              | {\displaystyle n!\,}                                   |
| rekurzivni odnos {\displaystyle a_{n}\,}                          | {\displaystyle {\frac {-1}{n+1}}\,}                               | {\displaystyle {\frac {-1}{n+1}}\,}                    |
| rekurzivni odnos {\displaystyle b_{n}\,}                          | {\displaystyle {\frac {2n+1+\alpha }{n+1}}\,}                     | {\displaystyle {\frac {2n+1}{n+1}}\,}                  |
| rekurzivni odnos {\displaystyle c_{n}\,}                          | {\displaystyle {\frac {n+\alpha }{n+1}}\,}                        | {\displaystyle {\frac {n}{n+1}}\,}                     |

| ime in oznaka                                                     | Gegenbauerjevi polinomi, {\displaystyle C_{n}^{(\alpha )}}                                                                                 | Jacobijevi polinomi, {\displaystyle P_{n}^{(\alpha ,\beta )}} |
| ----------------------------------------------------------------- | --- | --- |
| meje ortogonalnosti                                               | {\displaystyle -1,1\,} | {\displaystyle -1,1\,} |
| utežna funkcija {\displaystyle w(x)\,}                            | {\displaystyle (1-x^{2})^{\alpha -1/2}\,}                                                                                                  | {\displaystyle (1-x)^{\alpha }(1+x)^{\beta }\,} |
| standardizacija                                                   | {\displaystyle C_{n}^{(\alpha )}(1)={\frac {\Gamma (n+2\alpha )}{n!\,\Gamma (2\alpha )}}\,} if {\displaystyle \alpha \neq 0}               | {\displaystyle P_{n}^{(\alpha ,\beta )}(1)={\frac {\Gamma (n+1+\alpha )}{n!\,\Gamma (1+\alpha )}}\,}                                                                                  |
| kvadrat norme {\displaystyle h_{n}\,}                             | {\displaystyle {\frac {\pi \,2^{1-2\alpha }\Gamma (n+2\alpha )}{n!(n+\alpha )(\Gamma (\alpha ))^{2}}}}                                     | {\displaystyle {\frac {2^{\alpha +\beta +1}\,\Gamma (n\!+\!\alpha \!+\!1)\,\Gamma (n\!+\!\beta \!+\!1)}{n!(2n\!+\!\alpha \!+\!\beta \!+\!1)\Gamma (n\!+\!\alpha \!+\!\beta \!+\!1)}}} |
| vodeči člen {\displaystyle k_{n}\,}                               | {\displaystyle {\frac {\Gamma (2n+2\alpha )\Gamma (1/2+\alpha )}{n!\,2^{n}\,\Gamma (2\alpha )\Gamma (n+1/2+\alpha )}}\,}                   | {\displaystyle {\frac {\Gamma (2n+1+\alpha +\beta )}{n!\,2^{n}\,\Gamma (n+1+\alpha +\beta )}}\,}                                                                                      |
| drugi člen {\displaystyle k'_{n}\,}                               | {\displaystyle 0\,} | {\displaystyle {\frac {(\alpha -\beta )\,\Gamma (2n+\alpha +\beta )}{(n-1)!\,2^{n}\,\Gamma (n+1+\alpha +\beta )}}\,}                                                                  |
| {\displaystyle Q\,}                                               | {\displaystyle 1-x^{2}\,} | {\displaystyle 1-x^{2}\,} |
| {\displaystyle L\,}                                               | {\displaystyle -(2\alpha +1)\,x\,} | {\displaystyle \beta -\alpha -(\alpha +\beta +2)\,x\,} |
| {\displaystyle R(x)=e^{\int {\frac {L(x)}{Q(x)}}\,\mathrm {d} x}} | {\displaystyle (1-x^{2})^{\alpha +1/2}\,}                                                                                                  | {\displaystyle (1-x)^{\alpha +1}(1+x)^{\beta +1}\,} |
| konstanta v diferencialni enačbi {\displaystyle {\lambda }_{n}\,} | {\displaystyle n(n+2\alpha )\,} | {\displaystyle n(n+1+\alpha +\beta )\,} |
| konstanta v Rodriguesovem obrazcu {\displaystyle e_{n}\,}         | {\displaystyle {\frac {(-2)^{n}\,n!\,\Gamma (2\alpha )\,\Gamma (n\!+\!1/2\!+\!\alpha )}{\Gamma (n\!+\!2\alpha )\Gamma (\alpha \!+\!1/2)}}} | {\displaystyle (-2)^{n}\,n!\,} |
| rekurzivni odnos {\displaystyle a_{n}\,}                          | {\displaystyle {\frac {2(n+\alpha )}{n+1}}\,}                                                                                              | {\displaystyle {\frac {(2n+1+\alpha +\beta )(2n+2+\alpha +\beta )}{2(n+1)(n+1+\alpha +\beta )}}}                                                                                      |
| rekurzivni odnos {\displaystyle b_{n}\,}                          | {\displaystyle 0\,} | {\displaystyle {\frac {({\alpha }^{2}-{\beta }^{2})(2n+1+\alpha +\beta )}{2(n+1)(2n+\alpha +\beta )(n+1+\alpha +\beta )}}}                                                            |
| rekurzivni odnos {\displaystyle c_{n}\,}                          | {\displaystyle {\frac {n+2{\alpha }-1}{n+1}}\,}                                                                                            | {\displaystyle {\frac {(n+\alpha )(n+\beta )(2n+2+\alpha +\beta )}{(n+1)(n+1+\alpha +\beta )(2n+\alpha +\beta )}}}                                                                    |